# Paralonchurus rathbuni
Paralonchurus rathbuni és una espècie de peix de la família dels esciènids i de l'ordre dels perciformes.

## Morfologia
- Els mascles poden assolir 30 cm de longitud total.[5][6]

## Alimentació
Menja principalment cucs i d'altres invertebrats marins.

## Hàbitat
És un peix marí, de clima tropical i bentopelàgic.

## Distribució geogràfica
Es troba a l'oceà Pacífic oriental: des de Panamà fins al Perú.

## Ús comercial
És comú als mercats locals però no hi és gaire apreciat.

## Observacions
És inofensiu per als humans.